# حريق نفق سالانغ
وقع حريق في 3 نوفمبر 1982 في نفق سالانغ بأفغانستان أثناء الاحتلال السوفيتي لأفغانستان. التفاصيل غير مؤكدة وتم تسجيل عدد الضحايا رسميًا بين 168-176 جنديًا ومدنيًا سوفياتيًا وأفغانيًا. على الرغم من ذلك ، زعمت وسائل الإعلام الغربية المعاصرة أن الحادث ربما كان أكثر حوادث الطرق دموية، وواحدًا من أكثر الحرائق فتكًا في العصر الحديث، حيث يقدر عدد القتلى بما يتراوح بين 2700 و 3000 شخص.